# Hebius metusium
Espèce
Synonymes
- Amphiesma metusia Inger, Zhao, Shaffer & Wu, 1990

Statut de conservation UICN

 EN B1ab(iii) : En danger
Hebius metusium est une espèce de serpents de la famille des Natricidae. 

## Répartition
Cette espèce est endémique de la province du Sichuan en République populaire de Chine,. Elle se rencontre entre 1 200 et 1 470 m d'altitude dans les xians de Pingshan et de Hongya.

## Publication originale
- Inger, Zhao, Shaffer & Wu, 1990 : Report on a collection of amphibians and reptiles from Sichuan, China. Fieldiana, Zoology, no 58, p. 1-24 (texte intégral).